# Сабік (зоря)
Сабік — подвійна зоря, що знаходиться у сузір'ї Змієносця.
Дана подвійна система має видиму зоряну величину в смузі V приблизно 3,0.
Вона розташована на відстані близько 84,1 світлових років від Сонця.

## Подвійна зоря
Головна зоря цієї системи належить до хімічно пекулярних зір й має спектральний клас A2.
Інша компонента має  спектральний клас S.

## Фізичні характеристики
Зоря HD155125 обертається 
порівняно повільно 
навколо своєї осі. Проєкція її екваторіальної швидкості на промінь зору становить  Vsin(i)= 23км/сек.